# Pearl (Mississippi)
Pearl é uma cidade localizada no estado americano de Mississippi, no Condado de Rankin.

## Demografia
Segundo o censo americano de 2000, a sua população era de 21 961 habitantes.
Em 2006, foi estimada uma população de 23 986, um aumento de 2025 (9.2%).

## Geografia
De acordo com o United States Census Bureau tem uma área de
57,1 km², dos quais 56,5 km² cobertos por terra e 0,6 km² cobertos por água.

## Localidades na vizinhança
O diagrama seguinte representa as localidades num raio de 16 km ao redor de Pearl.